# Scumeck Sabottka
Scumeck (Stefan) Sabottka (né le 18 janvier 1962 à Oberhausen, en Rhénanie-du-Nord-Westphalie) est un organisateur allemand de tournées et de concerts et le créateur du portail de billetterie en ligne Tickets.de.

## Biographie
Scumeck Sabottka est le fils aîné (des trois enfants) du commerçant Hans Georg Sabottka et de sa femme Adelheid (née Kuntze). À l’âge de 18 ans, Sabottka déménagea à Berlin-Ouest, où il s’impliqua dans le mouvement punk.
Dans sa ville natale, il était déjà guitariste du groupe punk rock Public Enemy. Il fit la connaissance du musicien F.M. Einheit du groupe hambourgeois Abwärts et s’engagea comme chauffeur du groupe en 1982. Par la suite, il devint tourneur du groupe Einstürzende Neubauten, qu’il accompagna à l’international jusqu’en 1984. Toujours en 1982, il organisa son premier concert dans la boîte de nuit SO36 à Berlin avec le groupe australien industriel et bruitiste SPK.
En août 1984, il fonda à Herne, en Allemagne, la société MCT (Music Consulting Team GmbH), avec Dietrich Eggert, le dirigeant de l’entreprise Rough Trade Booking, et Jochen Hülder, le manager du groupe Die Toten Hosen. La société organisa ses premières tournées avec le groupe punk new-yorkais Ramones, le combo punk britannique King Kurt et le musicien avant-garde anglais John Cale. Parallèlement, Sabottka agissait en qualité de tourneur international pour Violent Femmes et Jonathan Richman.
Après le départ d’Eggert et Hülder, Sabottka reprit la société MCT en 1988, avec Bernhard Lewkowicz et Rene Heinersdorff jr, des organisateurs de concerts de Düsseldorf.
En 1994, Sabottka transféra MCT à Munich, se sépara de Lewkowicz et de Heinersdorff jr et s’engagea avec les célèbres organisateurs de concerts Marcel Avram et Fritz Rau, qui reprirent la majorité des parts de la société. Durant cette période (1994-1999), Sabottka organisait des concerts pour des artistes tels que R.E.M., Lenny Kravitz, Red Hot Chili Peppers, The Cramps, Céline Dion, Tom Waits, Tanita Tikaram, Marilyn Manson, Melissa Etheridge, Sheryl Crow, Velvet Underground, Patti Smith, Ryūichi Sakamoto, Kraftwerk, Robbie Williams ou Nick Cave, etc.
En 1998, Sabottka racheta à Avram et Rau la totalité des parts de la société et déménagea à nouveau à Berlin. Depuis 1991, Sabottka est responsable de la coordination mondiale des représentations en direct des pionniers de l’électronique Kraftwerk ainsi que du groupe de rock allemand Rammstein. Par la suite, il y eut des tournées de stades avec Robbie Williams dans un ordre de grandeur d’environ 1,2 million de billets vendus en 2006.
En 2005, Sabottka créa le portail de vente de billets en ligne « Tickets.de » (qu’il revendit en 2010). Fait inédit, en 2010, 150 000 billets de concert personnalisés se vendirent sur ce site pour la tournée de stades du groupe Take That. S’ensuivit la lutte acharnée contre la vente au marché noir des billets de concerts à prix excessifs.
En 2017, le réalisateur Sobo Swobodnik projeta dans les salles obscures allemandes le film documentaire Der Konzertdealer sur Scumeck Sabottka, qui dépeint l’envers du décor des dures affaires mondialisées des tournées, dans les coulisses du secteur des concerts. La musique du film est l’œuvre du Britannique Dinos Chapman, musicien expérimental et artiste.

## Citations sur/de Scumeck Sabottka
- « Scumeck est comme un frère pour moi et, selon moi, l’un des meilleurs organisateurs qui soit dans le secteur » (Marcel Avram, organisateur de concerts).
- « Dès le début, j’avais le sentiment que Scumeck nous comprenait et nous avions beaucoup d’atomes crochus. Il a convaincu par des actes, avec une grande rapidité » (Paul Landers, guitariste de Rammstein).
- « Nous avions choisi Scumeck, car nous avions le sentiment qu’il était celui qui comprenait comment rapprocher Kraftwerk d’un plus jeune public » (Emma Banks, agent de Kraftwerk).
- « Dans un spectacle, le plus important, c’est le début, les premières secondes et minutes, ce moment où j’éprouve à chaque fois des frissons » (Scumeck Sabottka).